# Płamen Paskalew
Płamen Paskalew (bg. Пламен Паскалев; ur. 23 lipca 1975) – bułgarski zapaśnik walczący w stylu wolnym. Dwukrotny olimpijczyk. Czwarty w Atlancie 1996 i dziesiąty w Sydney 2000. Startował w kategoriach 74–76 kg.
Czterokrotny uczestnik mistrzostw świata, siódmy w 1999. Piąty w mistrzostwach Europy w 1995 roku.
- Turniej w Atlancie 1996 – 74 kg

Pokonał Anthony’ego Blume z Kamerunu, Alexandera Leipolda z Niemiec i Valerija Verhušina z Macedonii. Przegrał z Park Jang-Sunem z Korei Południowej i w walce o trzecie miejsce z Japończykiem Takuyą Otą.
- Turniej w Sydney 2000 – 76 kg

Przegrał z Rosjaninem Buwajsarem Sajtijewem i Brandonem Slayem z USA i odpadł z turnieju.